# (3131) Mason-Dixon
(3131) Mason-Dixon (1982 BM1; 1962 CK; 1975 XS2; 1977 DB3; 1979 OS16; 1979 QJ6; A922 DC) ist ein Asteroid des äußeren Hauptgürtels, der am 24. Januar 1982 vom US-amerikanischen Astronomen Edward L. G. Bowell am Lowell-Observatorium, Anderson Mesa Station (Anderson Mesa) in der Nähe von Flagstaff, Arizona (IAU-Code 688) entdeckt wurde. Er gehört zur Koronis-Familie, einer Gruppe von Asteroiden, die nach (158) Koronis benannt ist.

## Benennung
(3131) Mason-Dixon wurde nach den britischen Astronomen Charles Mason (1728–1786) und Jeremiah Dixon (1733–1779) benannt, die den Venustransit 1761 in Kapstadt im heutigen Südafrika beobachteten. Von 1763 bis 1767 vermaßen sie die Mason-Dixon-Linie zwischen den Nordstaaten und den Südstaaten der Vereinigten Staaten. Die Benennung wurde vom Entdecker Edward L. G. Bowell nach einer Empfehlung von B. Hetherington vorgeschlagen.